# The Power of Good-Bye
"The Power of Good-Bye" är en låt framförd av den amerikanska popartisten Madonna, utgiven som den fjärde singeln från hennes sjunde studioalbum Ray of Light den 22 september 1998. Den skrevs av Madonna och Rick Nowels medan produktionen sköttes av Madonna, William Orbit och Patrick Leonard. I Storbritannien släpptes singeln med "Little Star" som b-sida.
Videon till låten regisserades av Matthew Rolston.